# El cholo que se vengó
«El cholo que se vengó» es un cuento del escritor ecuatoriano Demetrio Aguilera Malta, publicado en 1930 como parte del libro de relatos Los que se van. La trama sigue a un hombre llamado Melquíades, que decide que la mejor forma de vengarse de Andrea, la mujer que amaba y que lo había engañado, era dejándola a merced del hombre por quien lo dejó, con quien Andrea tiene una vida llena de miseria y maltratos.
El cuento utiliza técnicas del realismo social para describir la vida del pueblo montuvio y adopta un lenguaje que reproduce la oralidad rural ecuatoriana. «El cholo que se vengó» ha sido elogiado por el suspenso de la trama y las descripciones poéticas que emplea para describir el entorno, aunque también se ha señalado que este punto por momentos lo acerca más al romanticismo.

## Argumento
Melquíades conversa con Andrea, a quien había amado desde joven, y le recuerda la época en que pensaban casarse. Estos planes quedaron truncados cuando viajó a Guayaquil para conseguir dinero para la boda, y a su regreso un mes después se enteró de que Andrea lo había dejado por otro hombre. En un principio, Melquíades había pensado en matar a machetazos a Andrés, la nueva pareja de Andrea, pero luego se da cuenta de que Andrés no tenía la culpa y que la mejor forma de vengarse de ella era no actuando, pues conocía la personalidad de Andrés y sabía que, a su lado, Andrea tendría una vida miserable, como el tiempo había comprobado.
Ahora, muchos años después y luego de haber trabajado lo suficiente como para tener dinero y una buena vida, Melquíades había decidido que era el momento perfecto para volver y contemplar el resultado de su venganza. En medio de las recriminaciones, le señala lo fea y envejecida que se había puesto con los años y las marcas de maltrato en su cuerpo, producto de una vida mucho peor a la que él afirma que habría tenido a su lado. Al final, la manda de regreso a su casa y asevera que de seguro Andrés ya la esperaba listo para propinarle una nueva paliza. Melquíades se queda solo en la playa y sonríe ante la satisfacción que le ha producido su obra.

## Trasfondo

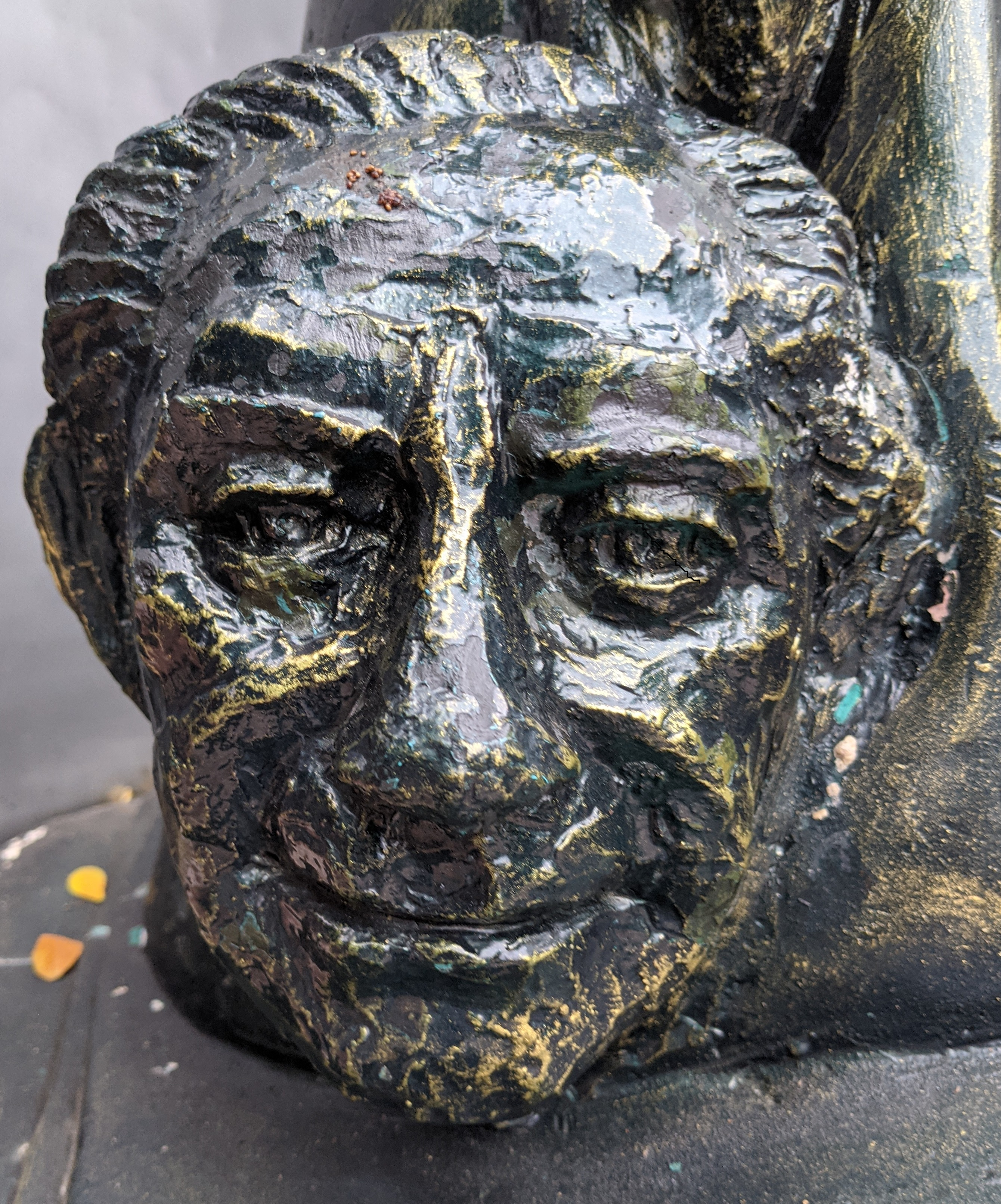
Monumento a Demetrio Aguilera Malta, en el Malecón del Salado

El protagonista del relato, identificado con la etnia chola en el título, aparece también en «El cholo del tibrón», otro cuento de Aguilera Malta incluido en Los que se van.
«El cholo que se vengó» cuenta con un narrador omnisciente y los hechos avanzan en una cronología lineal. A lo largo del monólogo de Melquíades, el autor intercala descripciones poéticas del mar frente al que se desarrolla la escena, cuyo furor actúa como reflejo de las emociones del protagonista. Esta concordancia se mantiene hasta el final del cuento, cuando Melquíades le pide a Andrea que se marche y el océano se muestra finalmente tranquilo. Aguilera Malta utiliza además la imagen del mar para darle universalidad a la historia del relato.
Al igual que el resto de cuentos de Los que se van, «El cholo que se vengó» utiliza varias técnicas del realismo social para construir una estética en común, entre ellas, una ambientación rural, la presencia de personajes de clase social baja e influencias de la oralidad montuvia en los diálogos. Entre las técnicas utilizadas para crear el discurso rural empleado en el cuento, se encuentran la paragoge, por ejemplo, al cambiar palabras como «he» por «hei»; la síncopa, particularmente al eliminar la letra «d» en participios como «amado» (que torna en «amao») o «abandonado» (que pasa a ser «abandonao»); el reemplazo de la letra «l» por la «r», como en «culpa» por «curpa»; y la utilización de vocablos arcaicos.

## Análisis
El tema central del cuento es la venganza. En su ensayo El montuvio ecuatoriano (1937), el escritor José de la Cuadra, quien perteneció al Grupo de Guayaquil al igual que Aguilera Malta, analizó el rol social de la venganza en el pueblo montuvio. En el capítulo denominado «La vida montuvia», De la Cuadra asevera que el sentido de venganza entre los montuvios es semejante a la «vendetta de la Italia meridional». También afirma, en relación con la respuesta de un hombre ante la infidelidad de su pareja:

Frente a su mujer adúltera, el marido montuvio se siente, más que en su amor, ofendido en su dignidad de macho; reaccionando su venganza preferentemente contra el amante, en quien tratará de castigar la burla de que éste lo ha hecho víctima. No es infrecuente que perdone a la mujer o que, separado de ella, permanezca después indiferente; siempre, por supuesto, que haya logrado la venganza que persiguiera.

En «El cholo que se vengó», el protagonista reacciona conforme a lo descrito por De la Cuadra. Como confiesa Melquíades, su primera reacción tras enterarse de la traición amorosa de Andrea es la de querer «matarlo a ér». Sin embargo, luego de meditar sobre el hecho, prefiere inclinarse por un tipo de venganza menos ortodoxa que la usual, pues en lugar de un enfrentamiento directo que culminara en la muerte de Andrea o de su amante, le deja a él la tarea de castigarla por medio de sus maltratos.
Otro aspecto notorio del relato es el carácter machista del protagonista, quien ve a Andrea como a un objeto que ha perdido y que se ve reforzado en las descripciones que hace de ella, enfocadas solo en su aspecto físico. Como es común en otros relatos de Aguilera Malta, el personaje femenino responde con pasividad y resignación ante los ataques y ultrajes que recibe. En el caso de este cuento, Andrea no dice ni una sola palabra durante el discurso virulento de Melquíades.

## Recepción y legado
El crítico estadounidense Seymour Menton se refirió de forma positiva al cuento y destacó la construcción del suspenso y el final del mismo. También afirmó que las descripciones del mar embellecían al relato y que el lenguaje poético empleado por Aguilera Malta generaba un buen contraste con la oralidad realista de su personaje. El catedrático Juan Manuel Rodríguez López, por el contrario, afirmó que la complejidad del plan elaborado por Melquíades era poco realista y que el paisaje construido por el autor, en conjunto con el tono elegiaco del cuento, lo acercaban por momentos más a la estética del romanticismo que a la del realismo social.
La obra ha sido presentada varias veces como pieza teatral. Además, en 2019 fue adaptada al formato de historieta y ganó el primer lugar en el Concurso de Cómic de Literatura Ecuatoriana, organizado por el Ministerio de Cultura y Patrimonio de Ecuador.